# Вим Дойсенберг
Вилем Фредерик Дойсенберг (на нидерландски: Willem Frederik Duisenberg) е нидерландски финансист и политик от Партията на труда.
Той е роден на 9 юли 1935 година в Херенвен, Фризия. През 1973-1977 година е министър на финансите в правителството на Йоп ден Ойл.
От 1982 до 1997 година е председател на Нидерландската банка - централната банка на Нидерландия. Оглавява Европейския паричен институт, преобразуван през 1998 година в Европейска централна банка. Остава на този пост до 2003 година, като играе важна роля при въвеждането на еврото.
Вим Дойсенберг умира на 31 юли 2005 година във Фокон, Южна Франция.
1. 1 2  vg09llfsmbyu //   Посетен на 11 април 2018 г.
2. ↑  id001160 //   Посетен на 15 септември 2019 г.